# 665 (numero)
Seicentosessantacinque (665) è il numero naturale dopo il 664 e prima del 666.

## Proprietà matematiche
- È un numero dispari.
- È un numero composto con 8 divisori: 1, 5, 7, 19, 35, 95, 133, 665. Poiché la somma dei suoi divisori (escluso il numero stesso) è 295 < 665 è un numero difettivo.
- È un numero sfenico.
- È un numero palindromo nel sistema di numerazione posizionale a base 9 (818) e in quello a base 11 (555). In quest'ultima base è altresì un numero a cifra ripetuta.
- È un numero 68-gonale.
- È un numero felice.
- È parte delle terne pitagoriche (228, 665, 703), (399, 532, 665), (432, 793, 665), (665, 780, 1025), ( 665, 1176, 1351), (665, 1596, 1729), (665, 2280, 2375), (665, 4488, 4537), (665, 6300, 6335), (665, 8832, 8857), (665, 11628, 11647), (665, 31584, 31591), (665, 44220, 44225), (665, 221112, 221113).

## Astronomia
- 665 Sabine è un asteroide della fascia principale del sistema solare.
- NGC 665 è una galassia lenticolare della costellazione dei Pesci.

## Astronautica
- Cosmos 665 è un satellite artificiale russo.

## Altri ambiti
- L'articolo 665 del Codice di Procedura Penale è inerente alla figura del Giudice competente.